# Réverbération à convolution

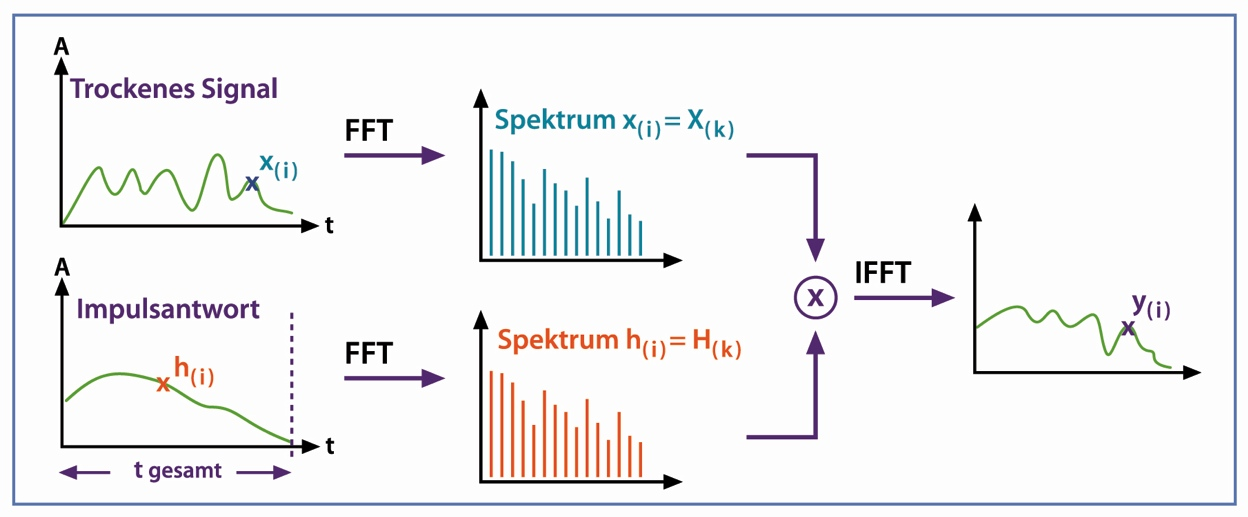
Graphique sur la convolution par multiplication croisée

Une réverbération à convolution est un processus de simulation numérique de la réverbération d'un espace physique ou virtuel. Il est basé sur l'opération de convolution mathématique, et utilise un échantillon audio préenregistré de la réponse impulsionnelle de l'espace modélisé. Ce sont aussi des outils permettant entre autres choses la capture des caractéristiques acoustiques d’un lieu pour les reproduire en tant que réverbération artificielle. C'est aussi le premier type de réverbération numérique permettant à l'utilisateur de créer ses propres programmes.

## Création de réponses impulsionnelles

### Convolution
Il y a plusieurs procédés possibles, un ou plusieurs haut-parleurs pour émettre un signal sonore et un ou plusieurs micros pour le capturer sur un appareil enregistreur :
Le signal sonore sera :
- soit de nature impulsionnelle[2]. Certains fabricants utilisent par exemple un pistolet à blanc[3] ;
- soit généré avec une méthode de balayage sinusoïdale, un sweep ;
- soit créé avec d'autres méthodes combinatoires ou complexes[1].